# Nefertete Revealed

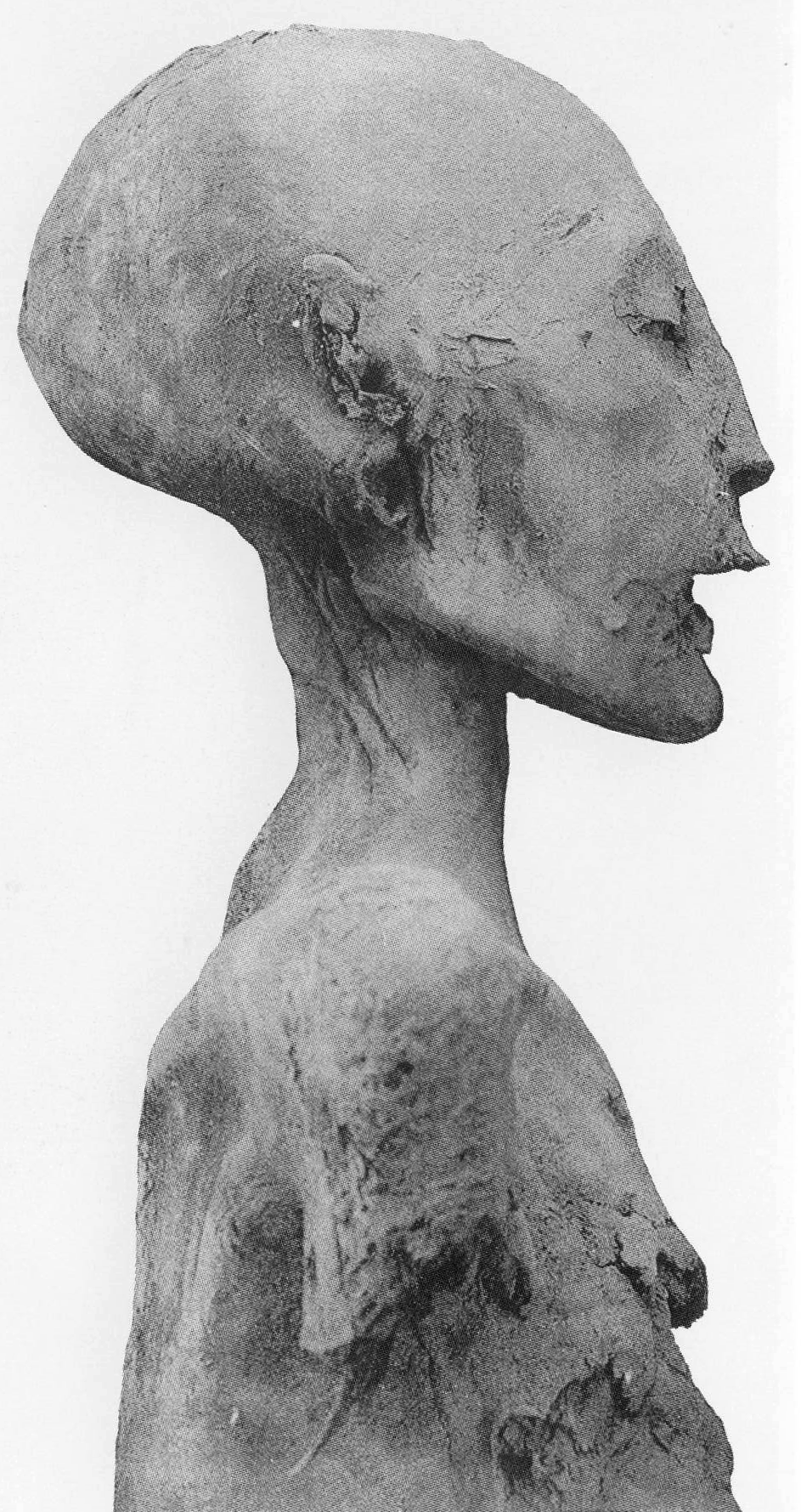
De onderzochte mummie

Nefertete Revealed, ook bekend als Nefertiti: Resurrected is een documentaire van Discovery Channel uit 2003, die tevens werd uitgebracht op dvd.
In de documentaire probeert egyptologe Joann Fletcher aan te tonen dat een mummie in een kleine afgesloten ruimte in Graf DK 35 dat van Nefertiti is. Haar bevindingen zijn controversieel.